# Коктерек (Саркандский район)
Коктерек (каз. Көктерек) — село в Саркандском районе Жетысуской области Казахстана. Административный центр и единственный населённый пункт Коктерекского сельского округа. Код КАТО — 196047100.

## Население
В 1999 году население села составляло 1158 человек (594 мужчины и 564 женщины). По данным переписи 2009 года, в селе проживал 791 человек (401 мужчина и 390 женщин).